# Paradella tiffany
Paradella tiffany är en kräftdjursart som beskrevs av Bruce och Regina Wetzer 2004. Paradella tiffany ingår i släktet Paradella och familjen klotkräftor. Inga underarter finns listade i Catalogue of Life.